# Chrysis sexdentata
Chrysis sexdentata (лат.) — вид ос-блестянок рода Chrysis из подсемейства Chrysidinae.

## Распространение
Палеарктика: от Европы и северной Африки до западной и центральной Азии. В северной Европе: Латвия (из центральной Латвии, Ропажи). Очень редкий вид.

## Описание
Длина — 7—11 мм. Ярко-окрашенные металлически блестящие осы. Вид из группы C. smaragdula. Этот вид легко узнаваем благодаря уникальному сочетанию красной метасомы и шести апикальных зубцов. Голова и мезосома зеленоватые, тёмно-синие или почти чёрные с медными отблесками, тогда как метасома пурпурно-красная или медно-красная. Тергиты крупно пунктированы, а задний край тергита T3 имеет шесть острых зубцов. Форма тела коренастая и компактная. Клептопаразиты ос: Euodynerus, Ancistrocerus (Vespidae). Период лёта: июнь — июль.